# Sawako Ariyoshi
Sawako Ariyoshi (jap. 有吉 佐和子 Ariyoshi Sawako; ur. 20 stycznia 1931 w Wakayamie, zm. 30 sierpnia 1984 w Tokio) – japońska pisarka.

## Życiorys
Od 1949 do 1952 studiowała anglistykę, literaturę i teatr w żeńskim college’u chrześcijańskim w Tokio, później pracowała w wydawnictwie czasopism literackich. Pracowała także dla teatralnej grupy tanecznej, związała się ze środowiskiem aktorów kabuki i jōruri i plastyków, którym poświęciła wiele utworów. Wówczas zaczęła publikować krótkie opowiadania. 
W swoich wczesnych pracach zajmowała się głównie rolą artysty w społeczeństwie. Pracowała m.in. w czasopiśmie kulturalnym „Engekikai” (Świat teatru) i w teatrze kabuki Azuma, współpracowała też z wieloma czasopismami kulturalnymi. 
W 1958 odwiedziła Stany Zjednoczone, czego efektem była powieść Hishoku (Nie z powodu koloru, 1936–1964) analizująca przyczyny dyskryminacji rasowej. W swoich powieściach i opowiadaniach podejmowała istotne problemy społeczne współczesnej Japonii, m.in. postawy wobec ludzi starych i zdziecinniałych w Kōkotsu-no hito (Starcze uniesienia, 1972). W trylogii Kinokawa (Rzeka Ki z 1959), Aritagawa (Rzeka Arita, 1963) i Hidakagawa (Rzeka Hidaka, 1966) analizowała trwałość tradycyjnej japońskiej rodziny, skupiając się na postaciach kobiet; trylogia ta jest kroniką trzech pokoleń arystokratycznych kobiet w XX wieku. Poza tym napisała powieści Kōge (Kadzidło i kwiaty, 1962) i Hanaoka Seishū no tsuma (Żona Hanaoki Seishū, 1976), będącą prawdopodobnie jej najbardziej znanym dziełem, opowiadającym o dzielnej żonie i apodyktycznej matce XIX-wiecznego chirurga Hanaoki Seishū, będącego pionierem zastosowania znieczulenia w chirurgii. Ma w swoim dorobku także powieści historyczne (m.in. Kazu no miyasama otome – Jej wysokość księżniczka Kazu z 1978), sensacyjne, sztuki jōruri, dramaty, opowiadania, eseje i reportaże.